# Evangelický kostel (Blatnica)
Evangelický kostel v Blatnici je toleranční kostel z roku 1786, který byl 17. května 2010 prohlášen národní kulturní památkou. Jedná se o jednolodní klasicistní stavbu s prvky rustikální architektury.

## Historie
Již v roce 1597 byl v Blatnici doložen první evangelický farář, v období reformace sloužil evangelíkům starý kostel svatého Ondřeje v nedalekých Sebeslavcích. Stejně jako řada dalších kostelů v Turci byl v roce 1709 v rámci protireformace odňat protestantům. Současný kostel byl postaven v roce 1786 po vydání Tolerančního patentu, který po letech pronásledování umožnil evangelíkům stavět vlastní kostely a obnovovat církevní sbory. Původně byl postaven bez věže, protože protestantské kostely stále podléhaly určitým stavebním omezením. Stavbu kostela iniciovali věřící nejen z Blatnice, ale také z filie Karlova a Laskára. Základní kámen byl položen 15. května 1786, stavba probíhala pod patronací Evy Rothové, manželky Gabriela Prónia. Stavitelem kostela byl neznámý mistr z Kremnice, který dílo dokončil na podzim téhož roku. Věž byla postavena v roce 1817 u příležitosti 300. výročí začátku reformace. Původně obsahoval tři zvony, z nichž se po rekvizici během první světové války dochoval pouze jeden z roku 1817. Další zvon byl přidán po válce v roce 1923. V roce 1838 byl zvětšen oltářní prostor, čímž kostel získal půdorys latinského kříže. Interiér kostela byl postupně doplňován, takže v roce 1906 přibyl lustr a v roce 1913 novoklasicistní varhany. V letech 1970–1980 proběhla komplexní obnova kostela.

## Architektura kostela
Evangelický kostel se nachází na východním okraji obce, na úpatí Velké Fatry. Spolu s farou a hospodářskými budovami tvoří uzavřený areál. Jedná se o jednoduchou stavbu v duchu tolerančních církví. Kostel má půdorys latinského kříže. Sakristie se nachází na severovýchodní straně, věž na jihozápadní straně. Fasády kostela jsou jednoduché, bez ozdob. Věž je zakončena římsou a zvonovitou helmicí s ozdobnou makovicí a křížem. Vstupní prostor v podhradí obsahuje jediné dřevěné schodiště vedoucí do empory. Vnitřnímu prostoru dominuje tříramenná empora podepřená kovovými sloupy s mramorováním. Strop sálu je řešen jako dřevěný trámový a pochází pravděpodobně z doby rozšíření kostela v roce 1838.
V interiéru kostela se nachází řada cenných památkově chráněných prvků. V edikule oltáře je umístěn řečnický pult. Oltář je završen konvexně konkávní deskovou nástavbou s dekorativními vázami, borovými šiškami a centrálně umístěnou gloriolou s Božím okem. Křtitelnice je kamenná, s dřevěným víkem. Nápis „Horlivau Laskau daroval kostelu Matthaus Ursziny 1838“ odkazuje na dobu jeho vzniku v roce 1836. Skládá se z patky, kanelovaného sloupu a hromádky zdobené reliéfními lístky. V interiéru kostela se dodnes nachází obraz Krista v Getsemanské zahradě, krásné dílo z druhé poloviny 19. století.